# 古川栄司
古川 栄司（ふるかわ えいじ、1971年7月11日 - ）は、日本の元歌手、俳優、タレント。男性アイドルグループ・忍者の元メンバー。静岡県熱海市出身。

## 人物
- 1988年、少年隊に憧れてジャニーズ事務所入所。
- ジャニーズJr.内ユニット・平家派のメンバーとして光GENJIのバックダンサーを務めた後、1990年春、忍者のメンバーになる。
- ダンスの実力は忍者のメンバー内では一番下だったが、歌はとても上手で、シングル「日本」ではメインボーカルとして、語りかけるような甘い歌声を披露。
- 1994年、志賀泰伸と共に忍者・ジャニーズ事務所を脱退。古川によると、太ったためにジャニー喜多川社長から痩せるよう言われても無視していたら契約を更新されなかったとのこと[1]。ただ、実際には素行不良なども問題視されていた[2]。
- ジャニーズ事務所脱退後、グランクリュコンサルティングに移籍したが、その後、1995年に芸能界を引退。
- ホストクラブ勤務[3]などを経て、2009年現在、芸能界復帰を目指しながら居酒屋でアルバイトをしている[4]。

## ジャニーズ時代の参加ユニット
- 平家派
- 忍者

## 主な出演作品

### テレビドラマ
- 若さま侍捕物帖 陰謀渦巻く江戸城大奥の秘密（1991年1月2日　テレビ朝日）

### 舞台・ミュージカル
- 「少年隊ミュージカルPLAYZONE」シリーズ （通称・プレゾン、PZ）

1. PLAYZONE'89 Again （1989年）
2. PLAYZONE'90 MASK （1990年）

- 花の円舞曲（1995年1月　三越劇場）
- 華やぎの糸（1995年9月　近鉄劇場）